# Taça FPF 2019
In 2019 werd de tiende editie van de Taça FPF gespeeld voor voetbalclubs uit de Braziliaanse staat Paraná. De competitie werd georganiseerd door de FPF en werd gespeeld van 28 juli tot 13 oktober. Nacional werd kampioen en plaatste zich voor de Série D 2020. 

## Eerste fase

### Eerste toernooi
| Plaats | Clu              | Wed. | W | G | V | Saldo | Ptn. |
| ------ | ---------------- | ---- | - | - | - | ----- | ---- |
| 1.     | Independente     | 4    | 3 | 1 | 0 | 7:2   | 10   |
| 2.     | Apucarana Sports | 4    | 2 | 1 | 1 | 3:2   | 7    |
| 3.     | Foz do Iguaçu    | 4    | 1 | 2 | 1 | 7:5   | 5    |
| 4.     | Nacional         | 4    | 1 | 1 | 2 | 3:6   | 4    |
| 5.     | Batel            | 4    | 0 | 1 | 3 | 3:8   | 1    |

|  | Geplaatst voor finale |

### Tweede toernooi
| Plaats | Clu              | Wed. | W | G | V | Saldo | Ptn. |
| ------ | ---------------- | ---- | - | - | - | ----- | ---- |
| 1.     | Nacional         | 4    | 4 | 0 | 0 | 10:0  | 12   |
| 2.     | Independente     | 4    | 2 | 0 | 2 | 3:4   | 6    |
| 3.     | Apucarana Sports | 4    | 1 | 2 | 1 | 2:6   | 5    |
| 4.     | Batel            | 4    | 1 | 1 | 2 | 3:4   | 4    |
| 5.     | Foz do Iguaçu    | 4    | 0 | 1 | 3 | 0:4   | 1    |

|  | Geplaatst voor finale |

## Finale
|                 |              |                       |          |                                                             |
| 6 oktober 15:30 | Independente | 0 – 1                 | Nacional | Estádio do Pinhão, São José dos Pinhais Toeschouwers: 3.335 |
| 6 oktober 15:30 |              | 90+2' Thomas Anderson |          | Estádio do Pinhão, São José dos Pinhais Toeschouwers: 3.335 |

|                  |                                                 |       |                                                    |                                                    |
| 13 oktober 15:30 | Nacional                                        | 1 – 2 | Independente                                       | Estádio Erich George, Rolândia Toeschouwers: 6.517 |
| 13 oktober 15:30 | Leandro 60'                                     |       | 36' Lucas 64' Jefferson Cadinho                    | Estádio Erich George, Rolândia Toeschouwers: 6.517 |
| 13 oktober 15:30 | Strafschoppen                                   |       |                                                    | Estádio Erich George, Rolândia Toeschouwers: 6.517 |
| 13 oktober 15:30 | Matheus Caíque Roberto Igor Ribeiro Thiago Igor | 3 - 1 | Matheus do Ó Caio Queiroz Ricardo Vinícius Matheus | Estádio Erich George, Rolândia Toeschouwers: 6.517 |

## Kampioen
| Taça FPF de 2019             |
| Rolândia                     |
| ---------------------------- |
| NACIONAL Kampioen (1° titel) |